# Aigburth (Hong Kong)
El Aigburth (en chino tradicional, 譽皇居) es un rascacielos situado en el distrito Mid-levels de Hong Kong. La torre tiene 196 metros (643 pies)  de altura y 48 plantas. The building was completed in 1999. El diseño corrió a cargo del estudio de arquitectos Wong Tung & Partners y fue promovido por Kerry Properties Limited. El Aigburth, que actualmente es el 78.º edificio más alto de Hong Kong, se compone por completo de unidades residenciales. Es un ejemplo de arquitectura posmoderna.